# 성황당

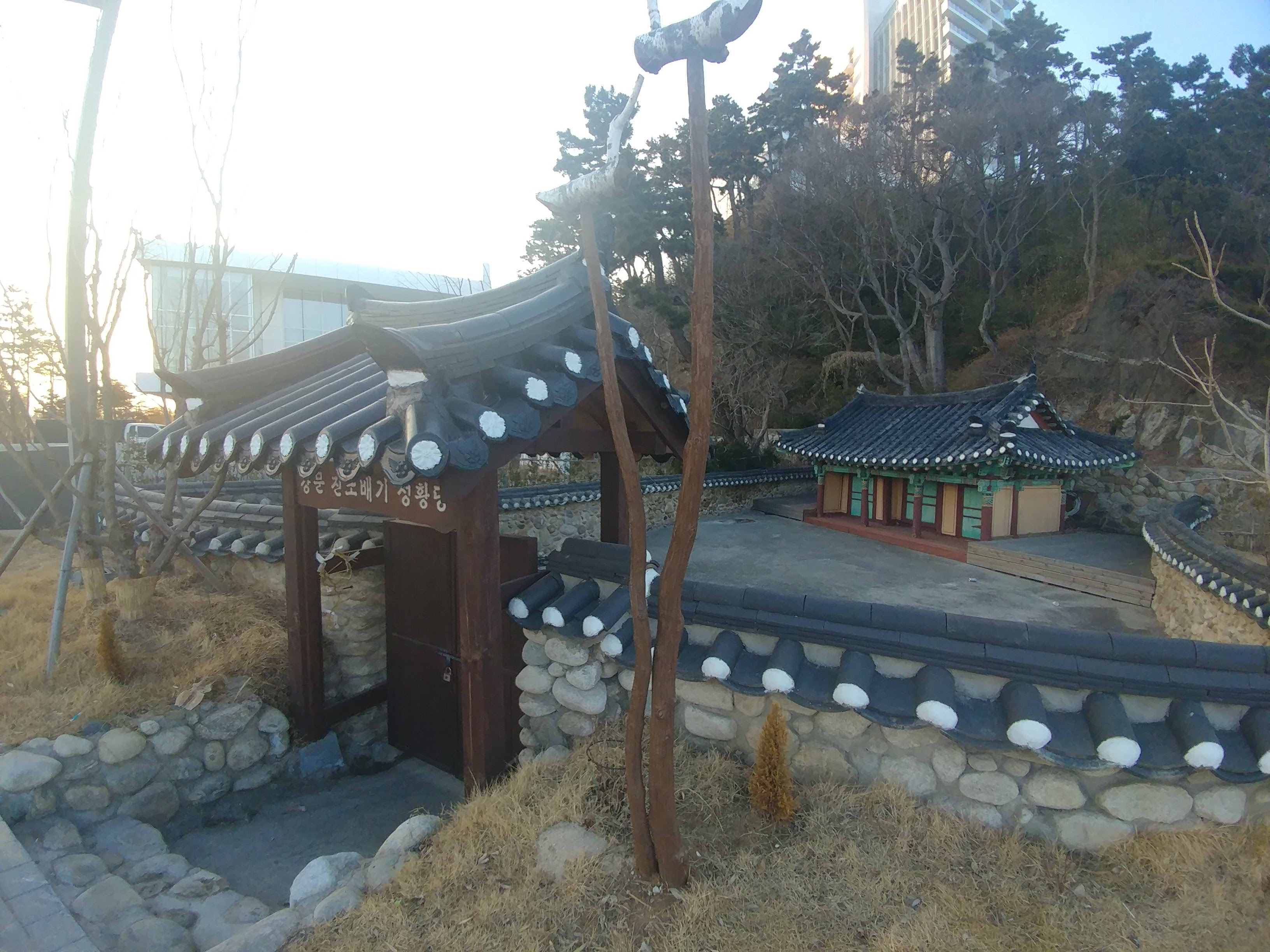
강원도 강릉에 위치한 성황당

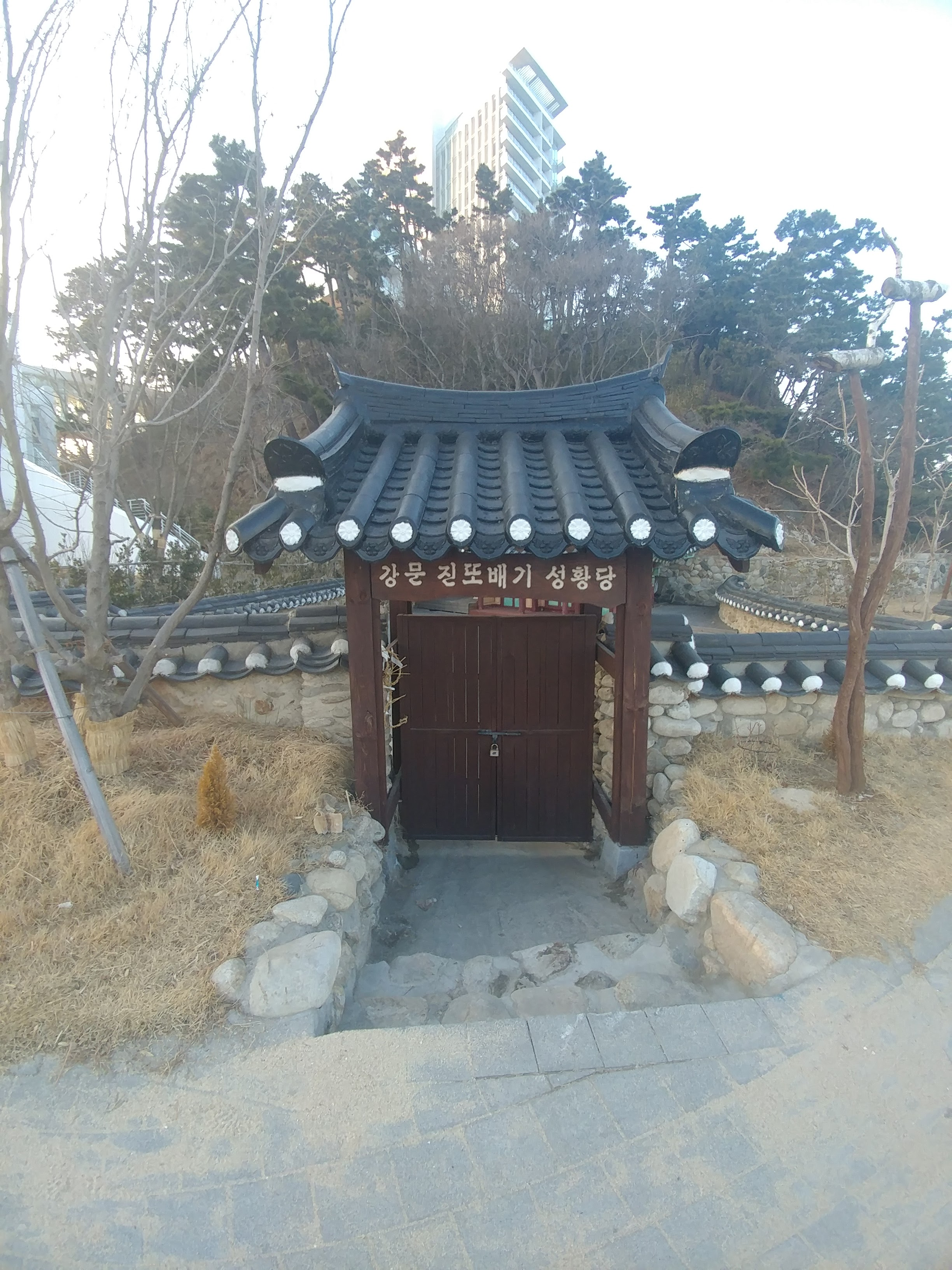
성황당 입구

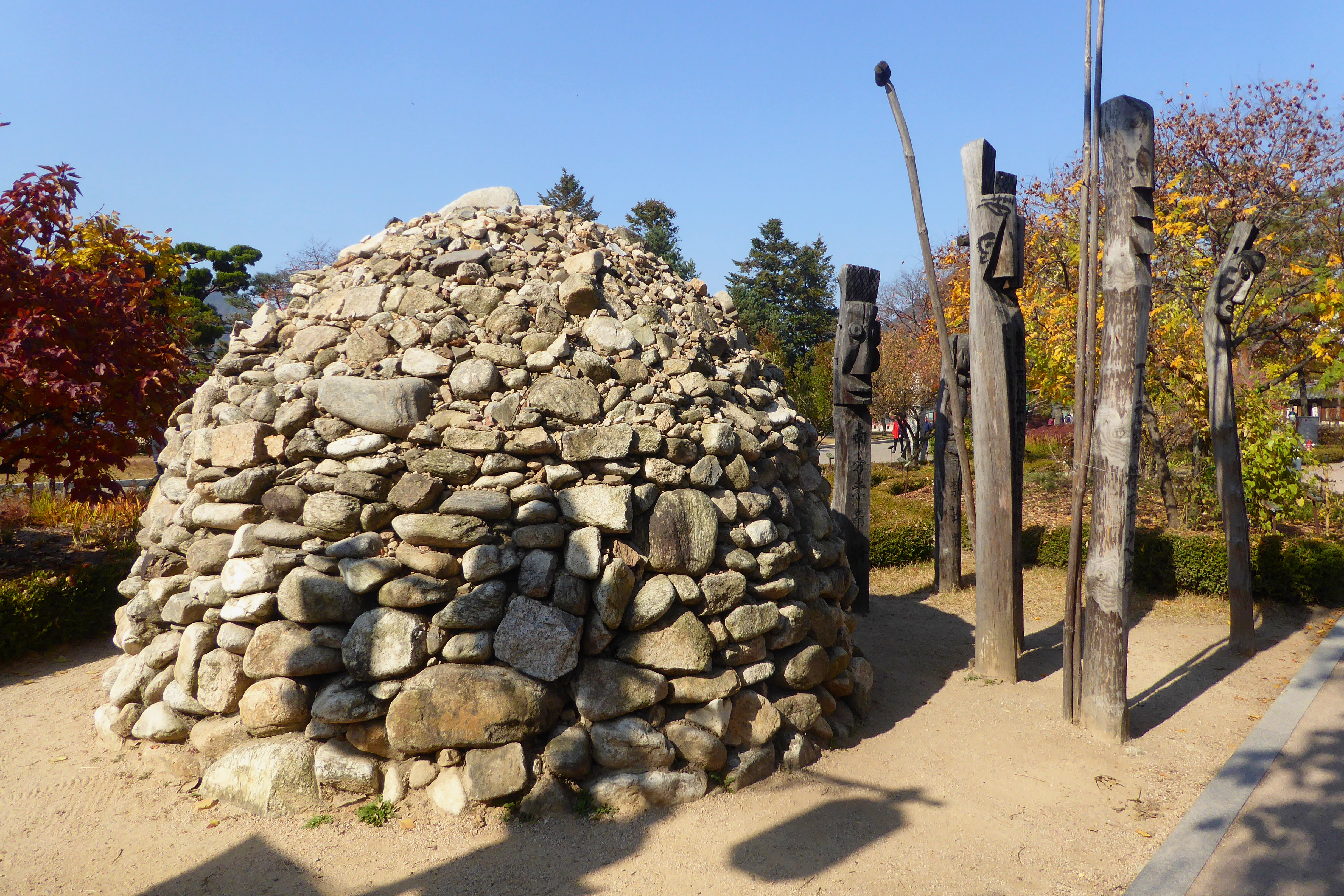
서울 국립민속박물관 밖에 있는 서낭당 돌무더기(누석단)와 장승

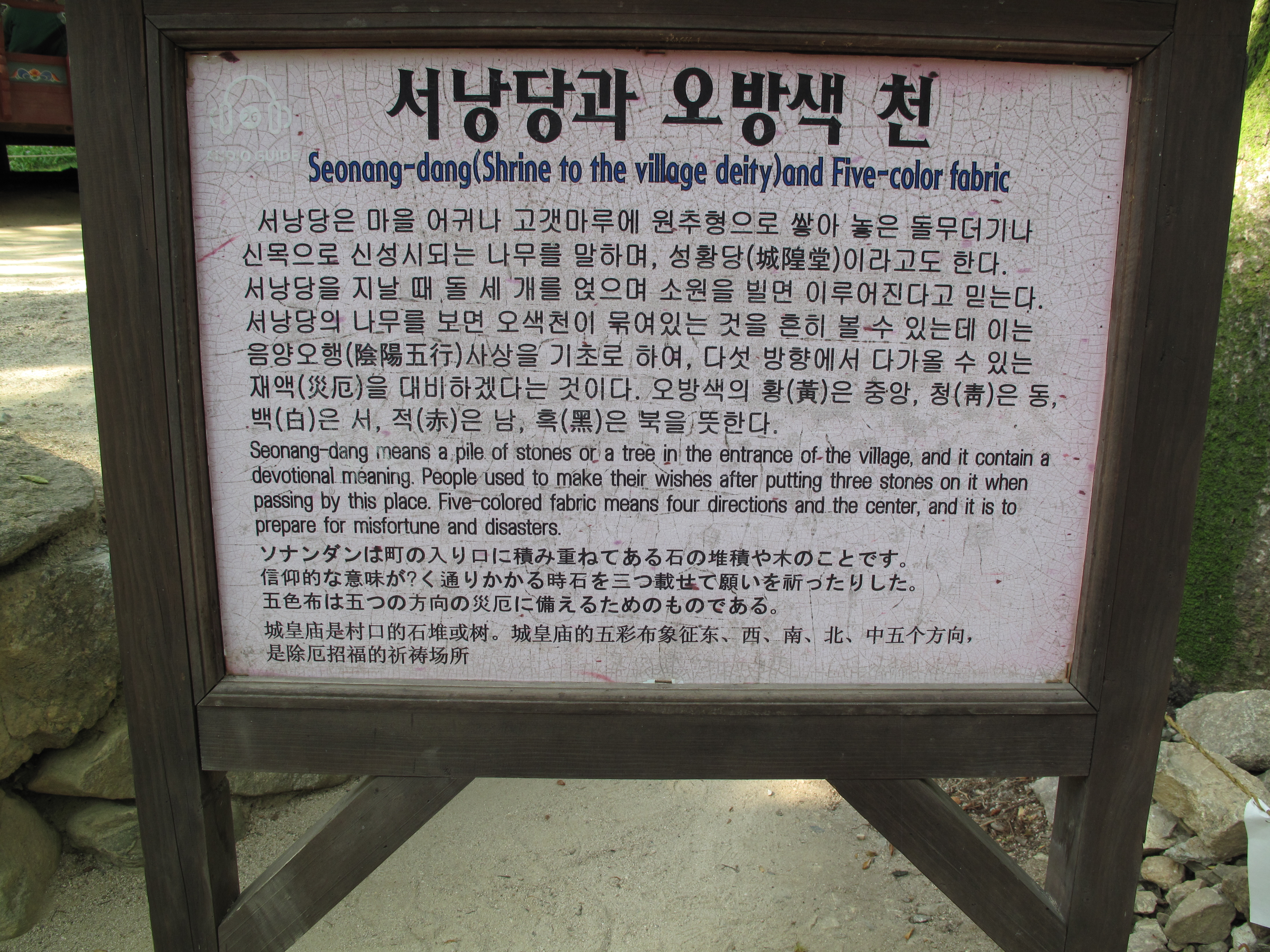
서낭당과 오방색 천

성황당(城隍堂)은 한국의 무속신앙에서 신을 모시는 사당이다. 중국의 성황묘(城隍廟)에서 유래하였다는 주장도 있으나 내용의 연관성이 적고 오히려 유라시아 북부에 널리 퍼져 있는 오보 문화와 비슷하여 '오보 전래설'과 함께, 한국 특유의 산신 신앙과 천신신앙에서 그 뿌리를 찾기도 한다. 명칭은 고장에 따라 서낭당, 선왕당, 천왕당, 서황, 국수당, 국시당 같이 부르기도 한다.
가끔 '서낭당'이라고 할 때에는 사당은 '당집'이라 하고 돌무더기나 서낭나무 만을 일컬어 '서낭당'이라고 이를 때도 있고 아예 당집은 없이 서낭당 돌무더기나 오방천이 걸쳐져 있는 당산나무(서낭나무) 만 있는 경우도 있다.

## 개요
고대 중국에는 성을 수호한다는 성지(城池) 신앙이 있었는데 이것이 남북조 시대 이래로 '성황'으로 변하여 일반화되었고 송나라 때에 크게 유행하였다. 한국은 중국으로부터 성황신앙이 유입되었는데, 이때 한국에서 본래부터 있던 산신 신앙이나 노신 숭배를 포함한 여러 갈래의 민간 신앙을 포괄하게 되었다. 문헌 기록에 등장하는 가장 오래된 기록은 《고려사》(高麗史)에, 고려 문종(文宗) 때에 선덕진(宣德鎭)에 쌓은 새로운 성 안에 성황사를 지어 봄과 가을에 제사를 지내게 했다는 기록인데, 고려 때에는 국가에서 공적으로 제사를 올리던 사당으로서 고려 고종(高宗)이 몽골의 침공을 막은 공을 성황신에게 돌려, 성황신에게 신호(神號)를 더하기도 하였다.
성황당은 주로 국가에서 설립하고 운영하였으나 지방의 유력한 호족들이 독자적으로 설치하는 경우도 있었는데, 이 경우에는 호족 집안의 시조 및 그 땅에 연고가 있는 위인들이 성황신(城隍神)으로 모셔졌다. 《신증동국여지승람》(新增東國輿地勝覽)에 기록된 것을 보면 곡성성황신 신숭겸(申崇謙), 순천부성황신 김총(金摠), 의성부성황신 김홍술(金洪術) 등이 있다. 또한 유금필(庾黔弼)을 가림성황신으로 모신 사례도 있다.
조선 시대에 이르러서는 산천이니 성황이니, 풍운 등 여러 명칭으로 불리던 단들을 하나의 성황당으로 통합하여 재배치하고, 군현마다 사직단과 여단(厲檀)을 일괄적으로 설치하여 봄과 가을로 국가가 주도하여 정기적으로 수령이 제사를 지내게 하는 한편, 국난이나 가뭄이 닥쳤을 때 임시로 성황제를 지내기도 했다. 국가의 제도로 편입되면서 각종 제사 제단의 서열이 정해지고, 당의 규모, 제사 의식, 신위의 크기와 형태, 제복과 제기 등이 상세히 규정되었다. 지정된 성황당은 관리인이 임명되었고, 그에게는 조세와 병역을 면제하였다.

태종 13년 예조에서는 다음과 같이 보고하였다. 
고려조에 전국의 산천에 각기 작호를 내려, 혹은 처첩, 자녀, 생질의 상을 설치하여 모두 제사에 참여했으니 진실로 번거로웠습니다. 우리 태조가 즉위하자 저희 예조에서 아뢰기를 '각기 성황지신의 작호를 없애고, 단지 무슨 고을의 성황지신이라 부르게 하소서'하여 즉시 허락을 받아 이미 뚜렷한 법령으로 되었으나, 해당 기관에서 고치지 않고 지금까지 작호와 신주 모양이 예전 그대로인 채로 음사를 행하니, 엎드려 바라건대 태조가 이미 내린 교지를 거듭 밝혀 단지 '무슨 고을의 성황지신'이라 부르고, 신주도 1위만 남겨 두되 그 처첩 등의 신은 모두 다 버리게 하소서. 산천과 바다의 신 역시 주신 1위만 남겨두고 모두 나무판에 쓰기를, '무슨 바다, 무슨 산천의 신'이라 하고, 그 신상은 모두 다 없애서 제사법을 바로잡으소서.
이에 신라 때부터 전해온 오악의 산신을 제외한 산신에 제사 지내는 신당은 낮은 등급의 신당으로 분류되어 그 규모와 행태가 관리되었다. 단군과 기자의 사당도 이 규제를 받게되었다. 그러나, 조선왕조와 관련이 있는 지역인 전주와 영흥은 국가에서 특별 대우하였다.
그러나, 각 군현의 성황당은 정종 이후에 이르러 관아에 소속된 제사 시설로 자리를 잡았으며 지방관들은 부임한 뒤 성황사에 빠짐없이 들러 예를 올려야 했다. 새로  부임한 관리들은 이런 제사를 주관하면서 지역민의 정신 세계를 장악할 수 있었다.
조선 중기에 이르러 성황당의 성격은 크게 변화하였는데 이는 지방 유력자들, 특히 성리학만을 정도로 받들며 그 외의 가르침을 사도(邪道)로 몰았던 사림(士林) 세력이 장악하게 되면서 성황당에 대해서도 음사(淫祀)로 보았기 때문이다. 조정에서 성황당에서의 관 차원에서의 제사를 금지하게 되면서 성황제의 성격도 관헌적인 것에서 민간적인 것으로 바뀌었음을 《영가지》(永嘉誌)나 《임영지》(臨瀛誌) 등에서 확인할 수 있다.

## 서낭당
일부 학자에 의하면 성황당과 서낭당은 별개의 것으로 보인다. 마을을 수호하는 서낭신을 모시는 돌무더기인 서낭당은 마을 입구나 고갯길, 동네 어귀, 길섶이나 산마루에 자리잡고 있거나 노거수 옆에 있고, 돌무더기에는 금줄이나 종이띠가 둘러쳐져 있으며 더러 솟대나 간짓대가 꽂혀 있는데, 행인들의 여행 안전을 기원하기 위한 노신 신앙과 관련되어 보인다. 또한 성황은 마을 전체가 치성을 드리거나 정기적으로 제사를 드리는 곳임에 비해, 서낭은 행인의 안전 통행을 기원하는 대상이 된다.

## 같이 보기
- 성황신김총영정 (전라남도 민속문화재 제27호)

## 참고 문헌
- 이덕일, 김병기 공저 「유물로 보는 우리 역사」